# American Beer
American Beer – piąta płyta zespołu Fear wydana w 2000 przez wytwórnię Hall of Records. Materiał nagrano w "Doubletime Studios" w San Diego (Kalifornia).

## Lista utworów
1. "Surgery" (L. Ving) – 1:21
2. "The Bud Club" (L. Ving) – 2:50
3. "I'm Your Hoochie Coochie Man" (W. Dixon) – 2:22
4. "Beer:30" (L. Ving) – 1:06
5. "Catfight" (P. Cramer) – 1:56
6. "Beerheads" (L. Ving) – 2:14
7. "Hard 'Cotto' Salami" (L. Ving) – 1:40
8. "Another Christmas Beer" (L. Ving) – 2:28
9. "What's Best in Life" (L. Ving) – 3:05
10. "33rd & 3rd" (L. Ving) – 4:11
11. "What If God's Not One of Us" (L. Ving) – 3:13
12. "I Don't Care Without You" (L. Ving) – 3:43
13. "Lost in Los Angeles" (L. Ving) – 3:10
14. "And the Spiders Crawl" (L. Ving) – 3:44

## Skład
- Lee Ving – śpiew, gitara
- Richard Presley – gitara
- Mondo Lopez – gitara basowa
- Andrew Jaimez – perkusja

produkcja
- Lee Ving – producent
- Kevin Oberlin – producent
- Jeff Forrest – nagranie
- John Golden – mastering